# ルクリーシア (小惑星)
ルクリーシア (281 Lucretia) は小惑星帯にある小惑星で、フローラ族に属している。
1888年10月31日にウィーンでヨハン・パリサによって発見され、最初の女性天文学者の一人であるカロライン・ハーシェルのミドルネームにちなんで命名された。